# جيانغن
جيانغن (بالصينية: 江阴市) هي مدينة على مستوى مقاطعة، ومدينة بملايين من السكان، في الصين، تقع في ووشي، ونظام وانغ جين وي، بلغ عدد سكانها 1,241,045 نسمة وذلك حسب إحصائيات سنة 2010، تبلغ مساحتها 987.5 كيلومتر مربع، رمزها البريدي هو 214400.

## مدن توأم
المدن التوأم:
- تورتونا.

## التقسيمات الإدارية
- Xu Xiake Town  [لغات أخرى]‏
- Huashi Town  [لغات أخرى]‏
- Xinqiao, Jiangyin [الإنجليزية]‏.